# Kidz RTL
 (août 2014).
Si vous disposez d'ouvrages ou d'articles de référence ou si vous connaissez des sites web de qualité traitant du thème abordé ici, merci de compléter l'article en donnant les références utiles à sa vérifiabilité et en les liant à la section « Notes et références ».
Kidz RTL est une chaine de télévision luxembourgeoise francophone  à rayonnement international, émettant principalement en direction des téléspectateurs belges francophones et luxembourgeois. Elle est destinée aux enfants âgés de 4 à 14 ans. Elle partage son canal avec Club RTL.

## Histoire
La chaîne a commencé sa diffusion en début d'année 2013. Ses programmes commencent en semaine vers 15 heures. Le week-end, la chaine émet jusque 15 heures.
Son arrêt de diffusion s'est fait en février 2017.

## Diffusion
La chaine est disponible en Belgique et au Luxembourg sur tous les réseaux qui diffusent Club RTL (TéléSat, Belgacom, VOO, Numericable, Snow, Billy, Telenet).
Comme la chaîne Club RTL, elle dispose de sa déclinaison haute définition.

## Programmation
- Marsupilami
- Gawayn
- Phineas & Ferb
- Matt et les Monstres